# ReIdolized (The Soundtrack to The Crimson Idol)
Re-Idolized (The Soundtack to the Crimson Idol) es un álbum de estudio de la banda de heavy metal estadounidense W.A.S.P., publicado el 2 de febrero de 2018 por el sello Napalm Records. Se trata de una reedición del popular álbum conceptual The Crimson Idol publicado por la banda en 1992, con la adición de seis nuevas canciones: "Michael's Song", "Miss You", "Hey Mama", "The Lost Boy", "The Peace" y "Show Time", además de un DVD extra que contiene una producción fílmica de 60 minutos de duración llamada The Crimson Idol Movie.

## Lista de canciones

### Disco Uno
1. "The Titanic Overture"
2. "The Invisible Boy"
3. "Arena Of Pleasure"
4. "Chainsaw Charlie (Murders In The New Morgue)"
5. "The Gypsy Meets The Boy"
6. "Michael's Song"
7. "Miss You"
8. "Doctor Rockter"

### Disco Dos
1. "I Am One"
2. "The Idol"
3. "Hold On To My Heart"
4. "Hey Mama"
5. "The Lost Boy"
6. "The Peace"
7. "Show Time"
8. "The Great Misconceptions Of Me"

### Disco Tres
1. The Crimson Idol Movie

## Personal
- Blackie Lawless – voz, guitarras, bajo
- Bob Kulick – guitarra líder
- Stet Howland – batería
- Frankie Banali - batería